# Vattensamling
Vattensamling är en ansamling av stillastående (eller i stort sett stillastående) vatten.